# Diestrammena caverna
Diestrammena caverna är en insektsart som beskrevs av Jaio, C Niu, Xiangwei Liu, C. Lei och W Bi 2008. Diestrammena caverna ingår i släktet Diestrammena och familjen grottvårtbitare. Inga underarter finns listade i Catalogue of Life.